# Pietro Checchia
Pietro Checchia o Chezia (Venezia, 1736 circa – Venezia, 1804) è stato un architetto italiano.

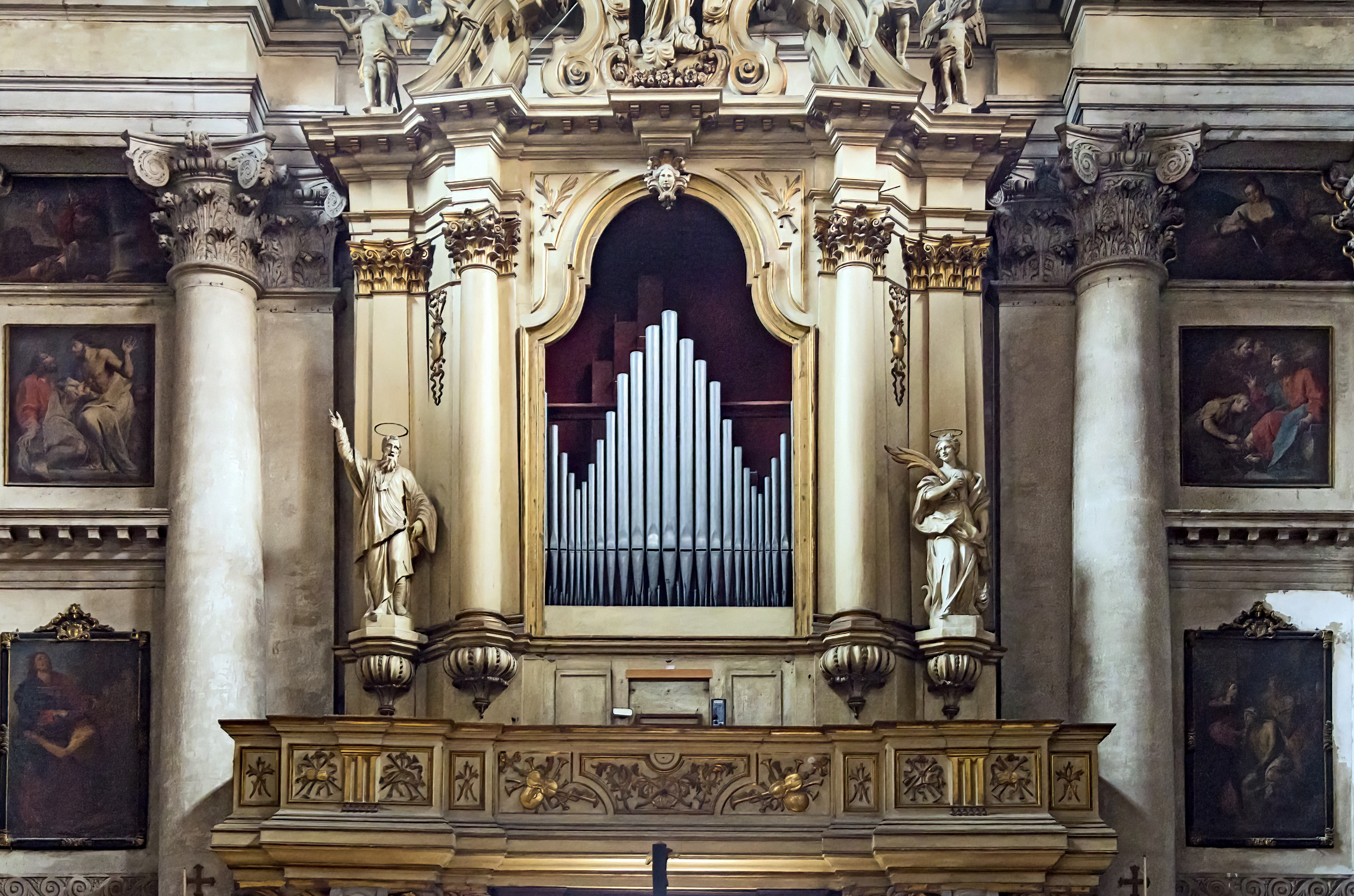
La mostra dell'organo della chiesa di San Pantalon

Era figlio di Francesco, progettista di San Lazzaro degli Armeni (e sicuramente di altri edifici non ancora identificati). Di lui si hanno scarsissime notizie: nel 1798 faceva parte del collegio dei pittori; il 7 settembre 1800 diventava professore accademico nella classe degli architetti, venendo riconfermato il 3 settembre 1804. Dopo la morte fu presto dimenticato.
Ebbe tuttavia una certa notorietà per aver ricostruito il teatro San Benedetto, distrutto da un incendio nel 1774. Era il più importante teatro veneziano prima dell'erezione della Fenice (1792), per la quale lo stesso Checchia propose un progetto, non accettato. Suo anche il teatro Vendramin (1776), in seguito rifatto e intitolato a "Carlo Goldoni".
Tra le pochissime opere rimaste, si ricordano pulpito e la mostra dell'organo della chiesa di San Pantalon (1780 circa). Gli sono attribuiti anche alcuni ampliamenti di villa La Barbariga (1770 circa).